# Диоцез Ставангера

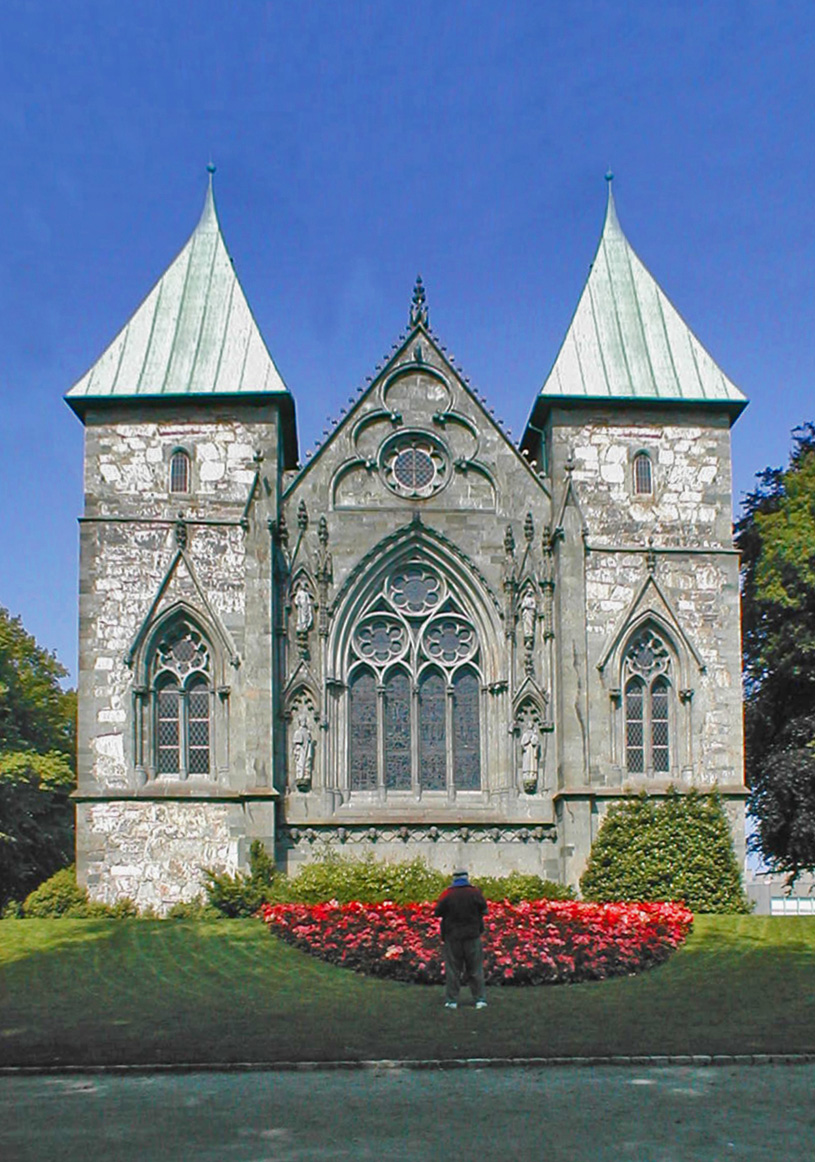
Ставангерский собор

Расположение диоцеза Ставангера

Диоцез Ставангера (норв. Stavanger bispedømme) — один из одиннадцати диоцезов Церкви Норвегии. Охватывает провинцию Ругаланн на западе Норвегии; насчитывает 9 пробств и 91 приход.
Кафедральным собором диоцеза является Ставангерский собор.

## История
Диоцез Ставангера был основан в XII веке (1112 или 1125 год), когда она была отделена от диоцеза Бергена. Изначально большой диоцез охватывал (современные) фюльке Ругаланн, Эуст-Агдер и Вест-Агдер, а также регионы Валдрес (в Оппланне), Халлингдал (в Бускеруде) и приходы Эйдфьорд и Рёлдал (в Хордаланне). После протестантской Реформации диоцез Ставангера продолжил существовать как диоцез новой Церкви Норвегии.
Со временем диоцез уменьшился в размерах. В 1630 году приход Эйдфьорда был передан соседнему диоцезу Бьёргвина. В 1631 году регионы Валдрес и Халлингдал отошли диоцезу Осло, но взамен диоцез Осло передал Ставангеру часть Телемарка.
В 1682 году король Дании и Норвегии Кристиан V издал указ о переводе епископа и префекта диоцеза Ставангера в Кристиансаннский собор, который был освящён в 1646 году. Несмотря на протесты жителей Ставангера, через два года Епископский престол уже находился в Кристиансанне. Диоцез был переименован в диоцез Кристиансанна (норв. Christiansands stift).
1 января 1925 года диоцез Кристиансанна был разделён, и территория в провинции Ругаланн отошла вновь образованному диоцезу Ставангера, и Ставангерский собор вновь стал кафедральным.

## Епископы
Епископы Ставангера после протестантской Реформации, когда Норвегия перешла от католичества к лютеранству:

| 1541 — 1682 - 1541 — 1557 Йон Гуттормсен - 1558 — 1571 Йенс Грегерсен Рибер - 1571 — 1604 Йорген Эриксен - 1605 — 1626 Лауритс Клаусен Скабо - 1627 — 1654 Томас Кортсен Вегнер - 1655 — 1661 Маркус Кристенсен Хамбл - 1661 — 1680 Кристиан Мадсен Таусен | с 1925 - 1925 — 1940 Якоб Кристиан Петерсен - 1940 — 1949 Габриэль Скагестад - 1949 — 1960 Карл Мартинуссен - 1960 — 1968 Фритьоф Сёйланд Биркели - 1968 — 1976 Олав Хагесер - 1977 — 1986 Сигурд Лунде - 1986 — 1997 Бьёрн Буэ - 1998 — 2009 Эрнст Оддвар Босланд - 2009 — 2016 Эрлинг Йохан Петтерсен - 2017 — 2019 Ивар Браут - 2019 — н. в. Анн Лис Однёй |